# Eugenio Riccio
Eugenio Riccio (Venafro, 14 agosto 1942) è un avvocato e politico italiano.

## Biografia
Laureato in giurisprudenza, svolge la professione di avvocato.
Alle elezioni politiche del 2001 è eletto deputato con la lista Abolizione scorporo collegata ad Alleanza Nazionale. Dal 2001 al 2006 è stato membro della V Commissione bilancio, tesoro e programmazione.